# Olimpijska povelja
Olimpijska povelja je skup pravila, temeljnih načela i smjernica za organizaciju Olimpijskih igara. 
Ažurirano 11. veljače 2010. od strane međunarodnog olimpijskog odbora koje upravlja olimpijskim pokretom.
Francuski i engleski jezik službeni su jezici Olimpijske povelje. 
Prva povelja je 1908. pokušala oblikovati ciljeve olimpijskog pokreta u pisanom obliku.
Tijekom vremena povelja su se razvile u pet poglavlja i 61 članaka koje su napisane na francuskom i engleskom jeziku. Prevođeni su i na druge jezike. U slučaju poteškoća pri tumačenjau tekstova, francuska verzija je uvijek prioritetna.
Povelja uspostavlja opći kodeks ponašanja i etičkog ponašanja koje definira kao najvažniji temelj kojeg članovi MOO-a moraju slijediti. 
Povelja također pruža okvir za ponašanje u društvu.

## Vanjske poveznice
- Current text of the Olympic Charter (PDF), na engleskom jeziku
- July 2007 text of the Olympic Charter (PDF)  Arhivirana inačica izvorne stranice od 23. srpnja 2011. (Wayback Machine)
- Official Summary of the Olympic Charte, na engleskom jeziku
- Search the Olympic Charter na engleskom jeziku  Arhivirana inačica izvorne stranice od 11. veljače 2012. (Wayback Machine)